# 三杉隆敏
三杉 隆敏（みすぎ たかとし、1929年2月24日 - ）は、陶磁器学者。兵庫県西宮市出身。中国陶磁の海上交易の分布と技術交流を研究し、海のシルクロードを提唱する。

## 略歴
- 関西学院大学文学部哲学科美学専攻卒業、白鶴美術館学芸員、小原流芸術参考館副館長を歴任。
- 西南大学（中国）客員教授。
- 愛知県立芸術大学講師。

## 著書
- 日本の博物館 保育社 1966
- 全国美術館・博物館ガイド 創元社 1968
- 海のシルクロードを求めて 創元社 1968
- 海のシルクロード 中国磁器の海上運輸と染付編年の研究 恒文社 1976
- 中国磁器の旅 海のシルク・ロードを行く 学芸書林 1977.3
- パナマとコスタ・リカの美術 祭祀芸術と装飾品 同朋舎 1978.10
- 世紀の発見新安沖海底の秘宝 六興出版 1978.9
- 私のイスタンブール 六興出版 1981.3
- 世界の染付 1-6 同朋舎出版 1981-87
- 海のシルク・ロード 中国染付を求めて 1984.5 (新潮選書)
- 海のシルク・ロード 大航海時代のセラミック・アドベンチャー ぎょうせい 1989.1
- やきもの文化史 景徳鎮から海のシルクロードへ 1989.8 (岩波新書)
- 海の秘宝物語 1990.10 (新潮選書)
- マイセンへの道 東西陶磁交流史 東京書籍 1992.10 (東書選書
- 真贋ものがたり 1996.6 (岩波新書)
- 世界・染付の旅 1998.3 (新潮選書)
- 「元の染付」海を渡る 世界に拡がる焼物文化 農山漁村文化協会 2004.4 (図説・中国文化百華
- 海のシルクロードを調べる事典 芙蓉書房出版 2006.8

## 共著編
- 美術館めぐり 永井信一共著 文化出版局 1972
- 鞍馬寺宝物図鑑 鞍馬弘教総本山鞍馬寺出版部 1974
- 海のシルク・ロード事典 榊原昭二共編著 1988.4 (新潮選書)
- 陶磁器染付文様事典 榊原昭二共編著 柏書房 1989.4
- ペルシャ絨毯文様事典 佐々木聖共編著 柏書房 1990.12